# شوگون‌سالاری
شوگون‌سالاری، باکوفو (به ژاپنی: 幕府)، در اصل به دفتر دولتی‌ای گفته می‌شود که شخصی که به عنوان شوگون منصوب شده است، خارج از دربار سلطنتی، بخاطر دربار در آن به کار مشغول شده و در آنجا انجام وظیفه می‌کند.
پس از قرن ۸ میلادی، امپراتور ژاپن شروع به اعطای عنوان شوگون به زیردستان خود کرد. از قرون وسطی تا اوایل دوره مدرن، رژیم‌های سامورایی که در راس آن فرماندهان سامورایی قرار داشتند یکی پس از دیگری تأسیس شدند، اما به استثنای رژیم تویوتومی، سران این رژیم‌ها عنوان شوگون را از امپراتور دریافت کردند. پس از اواسط دوره ادو، این رژیم‌های سامورایی پی‌درپی «باکوفو» خوانده شدند.
| اسم                                                      | دوره          | دفتر دولتی            | بنیان‌گذار            | خاندان شوگون                    | تعداد    | عنوان دستیار                                             |
| -------------------------------------------------------- | ------------- | --------------------- | -------------------- | ------------------------------- | -------- | -------------------------------------------------------- |
| شوگون‌سالاری کاماکورا کاماکورا باکوفو                     | دوره کاماکورا | ولایت ساگامی کاماکورا | میناموتو نو یوریتومو | خاندان گنجی・سکه‌شوگون・میاشوگون | ۹ شوگون  | شیکن（توکوسو از خاندان هوجو）                            |
| شوگون‌سالاری آشیکاگا شوگون‌سالاری موروماچی موروماچی باکوفو | دوره موروماچی | ولایت یاماشیرو کیوتو  | آشیکاگا تاکائوجی     | خاندان آشیکاگا                  | ۱۵ شوگون | کانری（خاندان هوسوکاوا، خاندان شیبا، خاندان هاتاکه‌یاما） |
| شوگون‌سالاری توکوگاوا شوگون‌سالاری ادو ادو باکوفو          | دوره ادو      | ولایت موساشی ادو      | توکوگاوا ایه‌یاسو     | خاندان توکوگاوا                 | ۱۵ شوگون | تایرو・روجو                                              |

در میان دولت‌های سامورایی، رژیم خاندان تایرا، رژیم اودا و رژیم تویوتومی به‌طور کلی «باکوفو» خوانده نمی‌شوند اما در سال‌های اخیر، برخی از مورخان نام‌های جدیدی را برای رژیم‌های سامورایی غیر از کاماکورا، موروماچی و ادو باکوفو به عنوان «باکوفو» (شوگون‌سالاری) پیشنهاد کرده‌اند.

## اودا نوبوناگا
انتساب به خاندان تایرا
در دوره ادو در کتابی که شجره‌نامه‌های سامورایی‌ها به صورت یک مجموعه جمع‌آوری شده، بنام کانسی چُو شوشُوکافو (۱۷۸۹–۱۸۰۱ زمان تدوین کتاب)، انتساب خاندان اودا از طریق تایرا نو چیکازانه به خاندان تایرا به چشم می‌خورد اما تحقیقات تاریخی صحت انتساب خاندان اودا به خاندان تایرا را رد می‌کند.
نوبوناگا از زمان خاصی خود را به خاندان تایرا نسبت داد. در آن زمان طبق سنت، فقط افرادی که از خاندان گنجی بودند می‌توانستند به یک شوگون تبدیل شود یا یک شوگون‌سالاری جدید را پایه‌گذاری کنند. با این حال، در دوره کاماکورا سابقه ای وجود داشت که خاندان هوجو که متعلق به خاندان تایرا بودند فرمانروایی کشور را در دست گرفتند. این احتمال وجود دارد که نوبوناگا به این علت خود را به خاندان تایرا نسبت داده باشد که وی سعی داشت به عنوان شوگون به قدرت برسد.
مرگ قبل از پاسخ به دربار
در ۱۵۸۲ دربار گزیدن یکی از سه مقام، دایجو-دایجین (صدرالاعظمی)، کانپاکو و شوگونی را به نوبوناگا پیشنهاد کرد که در صورت پذیرفتن هر کدام از این مقام‌ها، نوبوناگا زیر دست امپراتور مشغول به خدمت می‌شد. نوبوناگا پاسخ به این پیشنهاد را به بعد موکول کرد و قبل از اعلام رسمی پاسخ وی حادثه معبد هوننو رخ داد و نوبوناگا در این حادثه کشته شد.

## تویوتومی هیده‌یوشی
هیده‌یوشی ابتدا به تقلید از آشیکاگا تاکائوجی بنیان‌گذار شوگون‌سالاری آشیکاگا، می‌خواست شوگون شود. با این حال، این شغلی است که از نظر تاریخی به یکی از اعضای خاندان گنجی اختصاص داده شده است و حتی اگر او می‌خواست این کار را انجام دهد، نمی‌توانست خود را به خاندان گنجی نسبت دهد.